# Bremen (transatlantico)
Il Bremen era un transatlantico tedesco commissionato dalla compagnia di navigazione Norddeutscher Lloyd insieme al gemello SS Europa.

## Costruzione
La nave aveva una lunghezza di 286.1 m, una larghezza di 31.1 m e una stazza di 52.482 tonnellate ed era mossa da quattro gruppi di turbine comprensivi di riduttore e turbina di retromarcia, che le consentivano di raggiungere una velocità massima di 29 nodi (54 km/h). Vinse per due volte il Nastro Azzurro (onorificenza data alle navi che percorrevano il tragitto Europa-America nel minor tempo), strappandolo inizialmente al transatlantico inglese RMS Mauretania (che lo deteneva da quasi due decenni) e che le venne strappato prima dal gemello Europa e poi, dopo averlo riconquistato, di nuovo nel 1933, dal transatlantico italiano Rex.
Apparteneva a una nuova generazione di transatlantici, figlia della ripresa dell'industria navale dopo la pausa della prima guerra mondiale. Era dotato di quattro livelli di servizio; il suo scafo venne rivisto al fine di ottimizzare la velocità anche a scapito del comfort di traversata. Ciò provocò alcune modifiche all'apparato motore, che tuttavia non risolsero le fastidiose vibrazioni della nave.

## Servizio
Rivaleggiò negli anni trenta con alcuni transatlantici più famosi dell'epoca come il Queen Mary, il Normandie e il Rex; in particolare queste due ultime navi basarono i loro scafi sui progetti del Bremen e dell'Europa, avvalorando la tesi della superiorità dei cantieri navali tedeschi di quegli anni. Durante il secondo conflitto mondiale venne adibito quale nave alloggio dalla marina militare tedesca.
Andò distrutto nel 1941 a causa di un incendio.